# Герб Новооржицького
Герб Новооржицького затверджений 26 березня 2004 р. рішенням сесії селищної ради.

## Опис герба
У золотому щиті з зеленою базою зелене піднесене вістря, обтяжене золотим ключем і супроводжуване справа червоною літерою "Н", зліва - такою же літерою "О", а знизу - лазуровим заводським корпусом. Щит вписаний в золотий декоративний картуш і увінчаний срібною міською короною.